# AFC South
AFC South je divize American Football Conference (AFC, Americké fotbalové konference) National Football League (NFL, Národní fotbalové ligy). Byla vytvořena před sezónou 2002 v důsledku přijetí nových týmů, a aby lépe rozdělila 32 týmů NFL. Od svého vzniku má stále stejné čtyři členy: Houston Texans, Indianapolis Colts, Jacksonville Jaguars a Tennessee Titans.
Před rokem 2002 Texans neexistovali, Colts spadali pod AFC East, Titans a Jaguars byli členy AFC Central. Indianapolis, Tennessee a Jacksonville získali několik divizních titulů a divokých karet ve svých předchozích divizích. 

## Historie
Když NFL schvalovala plán na rok 2002, nově vytvořená AFC South byla složena ze dvou týmů bývalé AFC Central, jednoho AFC East a nového týmu. V inaugurační sezóně to byli Tennessee Titans, kteří se probojovali do AFC Championship, ale v dalších pěti letech vítězí Indianapolis Colts, včetně Super Bowlu XLI. V roce 2007 se AFC South stává divizí s nejlepší bilancí všech dob: 42 vítězství – 22 porážek, předtím to byla AFC Central z roku 1975.  V roce 2008 vítězí Titans a ukončují pětiletou nadvládu Colts, nicméně o rok později si Indianapolis bere titul zpět a v roce 2010 ho obhajuje.

## Šampióni divize
| Sezóna    | Tým                  | Bilance | Výsledek v play-off               |
| --------- | -------------------- | ------- | --------------------------------- |
| AFC South |                      |         |                                   |
| 2002      | Tennessee Titans     | 11-5-0  | Porážka v AFC Championship Game   |
| 2003      | Indianapolis Colts   | 12-4-0  | Porážka v AFC Championship Game   |
| 2004      | Indianapolis Colts   | 12-4-0  | Porážka v AFC Divisional Play-off |
| 2005      | Indianapolis Colts   | 14-2-0  | Porážka v AFC Divisional Play-off |
| 2006      | Indianapolis Colts   | 12-4-0  | Vítězství v Super Bowlu XLI       |
| 2007      | Indianapolis Colts   | 13-3-0  | Porážka v AFC Divisional Play-off |
| 2008      | Tennessee Titans     | 13-3-0  | Porážka v AFC Divisional Play-off |
| 2009      | Indianapolis Colts   | 14-2-0  | Porážka v Super Bowlu XLIV        |
| 2010      | Indianapolis Colts   | 10-6-0  | Porážka v AFC Wild Card Play-off  |
| 2011      | Houston Texans       | 10-6-0  | Porážka v AFC Divisional Play-off |
| 2012      | Houston Texans       | 12-4-0  | Porážka v AFC Divisional Play-off |
| 2013      | Indianapolis Colts   | 11-5-0  | Porážka v AFC Divisional Play-off |
| 2014      | Indianapolis Colts   | 11-5-0  | Porážka v AFC Championship Game   |
| 2015      | Houston Texans       | 9-7-0   | Porážka v AFC Wild Card Play-off  |
| 2016      | Houston Texans       | 9-7-0   | Porážka v AFC Divisional Play-off |
| 2017      | Jacksonville Jaguars | 10-6-0  | Porážka v AFC Championship Game   |
| 2018      | Houston Texans       | 11-5-0  | Porážka v AFC Wild Card Play-off  |
| 2019      | Tennessee Titans     | 9-7-0   | Porážka v AFC Championship Game   |
| 2020      | Indianapolis Colts   | 11-5-0  | Porážka v AFC Wild Card Play-off  |

## Divoká karta
| Sezóna    | Tým                                   | Bilance       | Výsledek v play-off                                                |
| --------- | ------------------------------------- | ------------- | ------------------------------------------------------------------ |
| AFC South |                                       |               |                                                                    |
| 2002      | Indianapolis Colts                    | 10-6-0        | Porážka v AFC Wild Card Play-off                                   |
| 2003      | Tennessee Titans                      | 12-4-0        | Porážka v AFC Divisional Play-off                                  |
| 2005      | Jacksonville Jaguars                  | 12-4-0        | Porážka v AFC Wild Card Play-off                                   |
| 2007      | Jacksonville Jaguars Tennessee Titans | 11-5-0 10-6-0 | Porážka v AFC Divisional Play-off Porážka v AFC Wild Card Play-off |
| 2008      | Indianapolis Colts                    | 12-4-0        | Porážka v AFC Wild Card Play-off                                   |
| 2012      | Indianapolis Colts                    | 11-5-0        | Porážka v AFC Wild Card Play-off                                   |
| 2017      | Tennessee Titans                      | 9-7-0         | Porážka v AFC Divisional Play-off                                  |
| 2018      | Indianapolis Colts                    | 10-6-0        | Porážka v AFC Divisional Play-off                                  |
| 2019      | Tennessee Titans                      | 9-7-0         | Porážka v AFC Championship Game                                    |
| 2020      | Indianapolis Colts                    | 11-5-0        | Porážka v AFC Wild Card Play-off                                   |

## Celkem v play-off
| Tým                  | Divizní šampión | Účast v play-off | Šampion Konference | Vítězství v Super Bowlu |
| -------------------- | --------------- | ---------------- | ------------------ | ----------------------- |
| Indianapolis Colts   | 16              | 29               | 7                  | 21                      |
| Tennessee Titans     | 10              | 23               | 2                  | 0                       |
| Jacksonville Jaguars | 3               | 7                | 0                  | 0                       |
| Houston Texans       | 6               | 6                | 0                  | 0                       |

1 V roce 1970 jako Baltimore Colts.